# Gömböc

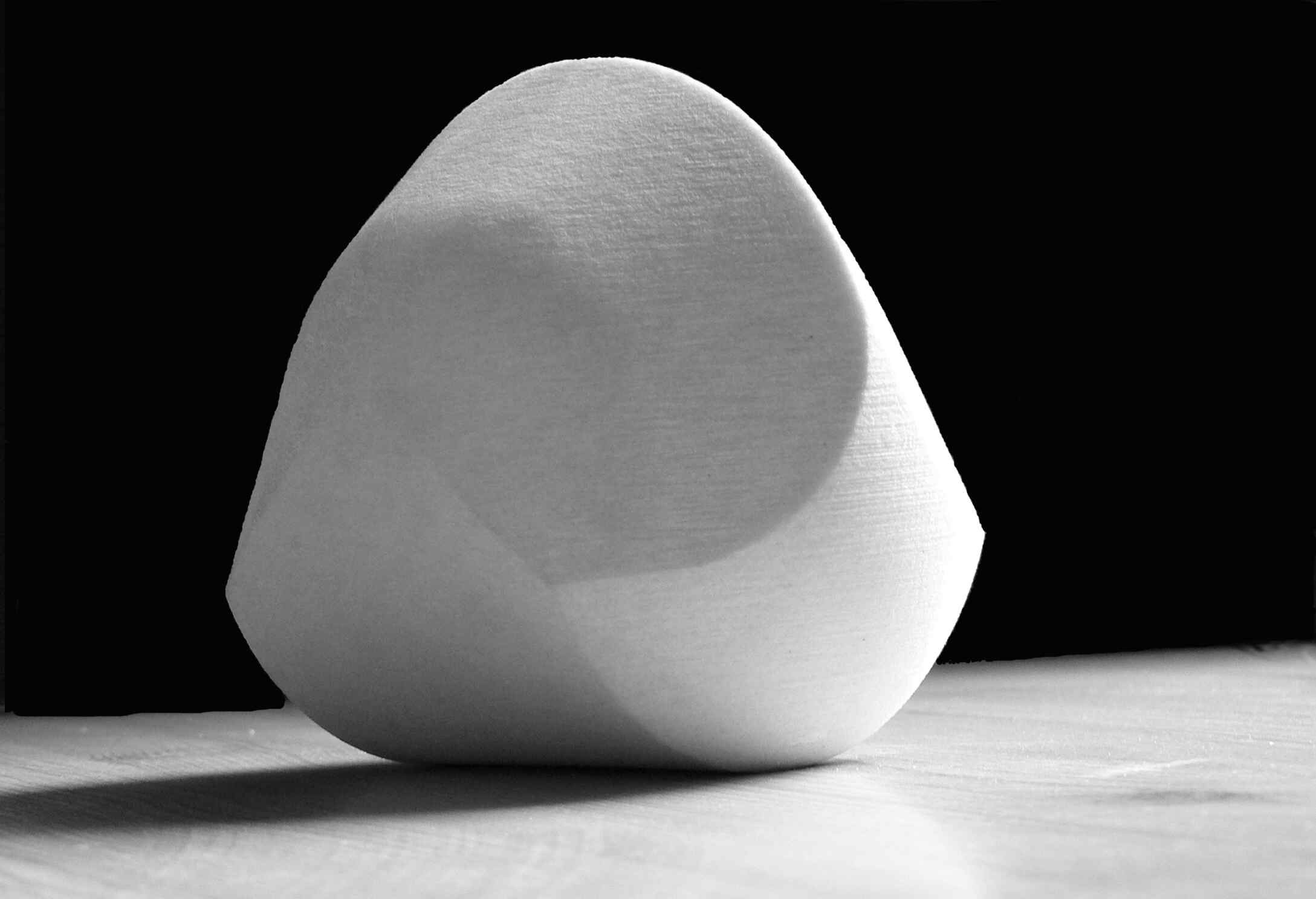
Un gömböc nella posizione di equilibrio stabile.

Un gömböc è un solido convesso di densità uniforme che, se poggiato su una superficie piana, ha un solo punto di equilibrio stabile e un solo punto di equilibrio instabile.
Il nome deriva dall'ungherese gömböc (pron. /ˈɡømbøts/), che significa "sferoidale".

## Descrizione
Il gömböc ha la proprietà di tornare da solo nella posizione stabile quando viene appoggiato in ogni altra posizione. Un oggetto con questa proprietà è detto anche "mono-monostabile".

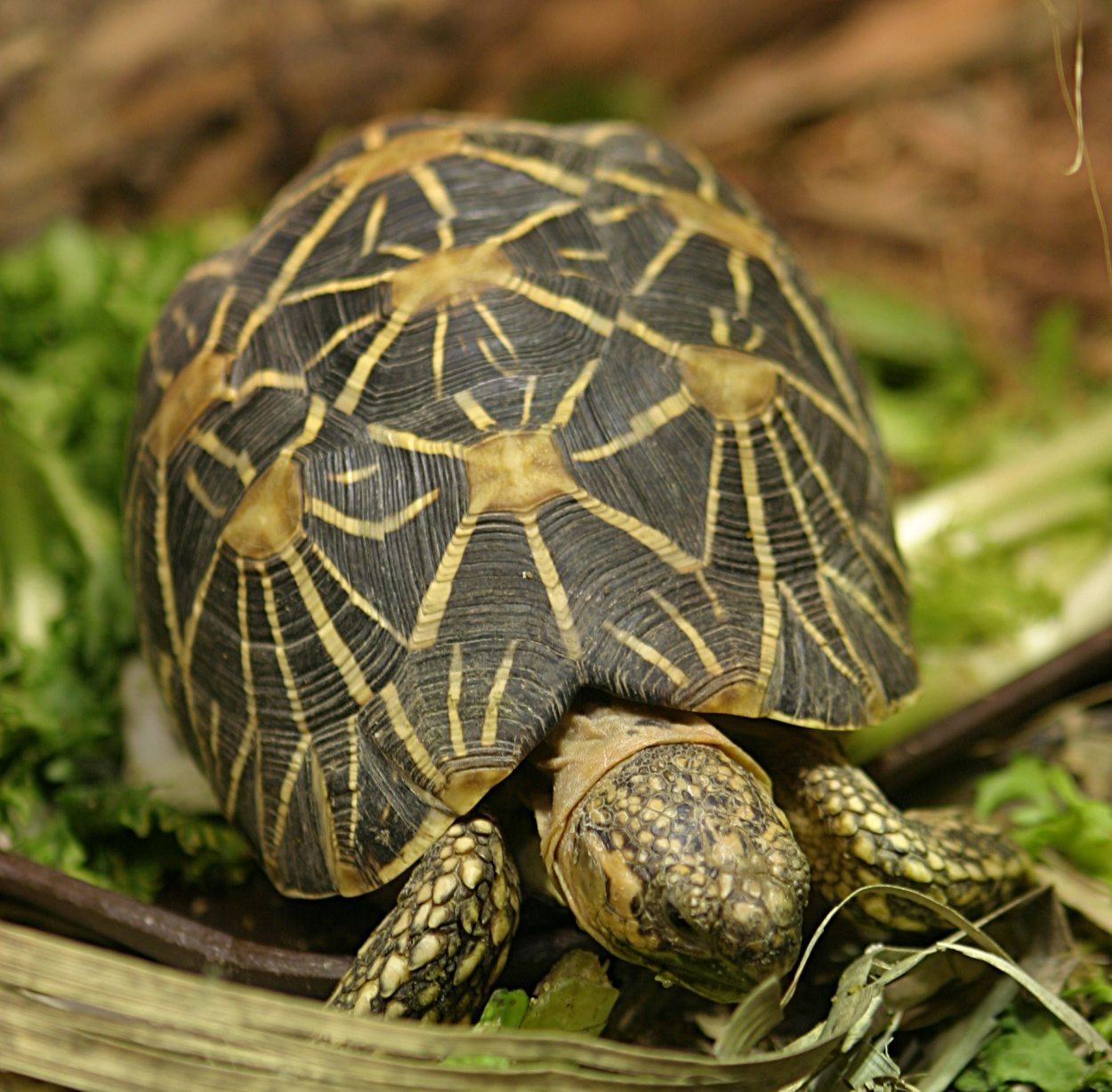
Una tartaruga stellata indiana

La sua forma non è unica, ne esistono infinite varianti, ma è necessaria una grande precisione per costruirli, con una tolleranza dell'ordine di 0,1 mm per 100 mm. La forma più diffusa ha la parte superiore con un bordo acuto.
Il guscio di molte tartarughe, tra cui la Geochelone elegans (tartaruga stellata indiana), ha una forma simile, permettendo loro di tornare facilmente nella posizione eretta quando vengono rovesciate.

## Storia
La sua esistenza fu ipotizzata dal matematico russo Vladimir Arnol'd nel 1995 e provata nel 2006 dagli ungheresi Gábor Domokos e Péter Várkonyi, dell'università di Tecnologia e di Economia di Budapest.
Il primo gömböc fu costruito nell'estate del 2006, usando una tecnica di prototipazione rapida. L'accuratezza dimensionale si dimostrò tuttavia non sufficiente e il gömböc rimaneva a volte in posizioni intermedie anziché tornare sempre nella posizione di equilibrio stabile. In seguito la tecnica è stata perfezionata e ora vengono costruiti con la necessaria precisione usando vari materiali, tra cui una lega di alluminio (AlMgSi), plexiglas e marmo.
Il Gömböc 1, il primo esemplare costruito con una tecnica pressoché perfetta, in plexiglas trasparente, fu donato a Vladimir Arnold in occasione del suo 70º compleanno.
Il più grande gömböc costruito, alto circa 3 metri, fu esposto nel padiglione ungherese dell'Expo 2010 di Shanghai.